# Saison 1 de Shimmer et Shine
Chronologie
Saison 2
Cet article présente les épisodes de la première saison de la série télévisée d'animation américaine Shimmer et Shine.

## Distribution
- Shimmer : (VF : Caroline Combes)(UK : Mia Wiltshire) Eva Bella
- Shine : (VF : Lisa Caruso)(UK : Ellie Simons) Isabella Cramp
- Léa : (VF : Marie Facundo)(UK : Claudia Burns) Alina Foley
- Zac : (VF : Lucille Boudonnat)(UK : Innis Robertson-Pinnell) Blake Bertrand (saison 1 et 2), Justin Felbinger (saison 3)
- Princesse Samira : (VF : Alexandra Pic) Nikki SooHoo
- Zeta la sorcière : Lacey Chabert
- Kaz : (VF : Clara Soares)(UK: Harrison Noble) Jet Jurgensmeyer
- Impératrice Caliana : Barbara Eden
- Capitain Zora : Kellie Pickler
- Layla : Danica McKellar
- Nila : Mila Brener
- Imma : Grace Kaufman
- Génie Wishy Washy : Fred Tatasciore
- Ayla : Liliana Mumy
- Minu : Kitana Turnbull

## Production

### Développement
La série a été diffusée à partir du 24 août 2015. Elle était basée sur un court-métrage inédit datant de  septembre 2013.

### Diffusion
- États-Unis : du 24 août 2015 au 11 mai 2016 sur Nickelodeon et Nick Jr.
- Canada : environ du 11 octobre 2015 au 4 juin 2016 sur Treehouse TV.
- France : depuis 2016 à 2017 sur Nickelodeon Junior.

## Épisodes
| N° | Titre française / Titre original                      | Réalisation         | Scénario                     | Première diffusion | Première diffusion                                           |
| --- | ----------------------------------------------------- | ------------------- | ---------------------------- | ------------------ | ------------------------------------------------------------ |
| 1 / 2 | Mes génies secrets The First Wish                     | -                   | Sindy Boveda-Spackman        | 11 mai 2016        | 4 juin 2016                                                  |
| Léa gagne un pendentif de bouteille de génie à un carnaval et elle est surpris de constater que son prix est livré avec un bonus - les génies Shimmer et Shine. Les choses deviennent plus compliquées quand Léa épuise ses souhaits restants pour empêcher Zac de voir l'éléphant, résultant en un éléphant à pois sur les patins à roulettes et un château en rebond géant. |                                                       |                     |                              |                    |                                                              |
| 3 | La Chose la plus douce The Sweetest Thing             | Jay Baker           | Sindy Boveda Spackman        | 24 août 2015       | 3 octobre 2015 (sur télévision) 9 octobre 2015 (sur demande) |
| Quand Léa veut de l'aide pour faire des petits gâteaux pour une vente au four, elle et les génies se retrouvent coincé avec un gâteau d'anniversaire géant, des animaux de la ferme et une rivière de pâte à biscuits. |                                                       |                     |                              |                    |                                                              |
| 4 | Soit un dinosaure! Dino Might!                        | Scott O'Brien       | Gabe Pulliam & Whitney Wetta | 2 octobre 2015     | 25 octobre 2015                                              |
| Quand Zac perd son dinosaure en jouet préféré, Léa appelle ses génies pour en faire un nouveau. Cependant, ils finissent par transformer le jouet en un véritable dinosaure. |                                                       |                     |                              |                    |                                                              |
| 5 | Le Génie de la cabane dans les arbres Genie Treehouse | Jay Baker           | Whitney Wetta                | 26 août 2015       | 13 septembre 2015                                            |
| Léa et Zac tentent de construire une cabane dans l'arbre mais se retrouvent au-dessus de leurs têtes. Léa demande à ses génies une cabane dans un arbre puis elle est jetée par une boucle lorsque Shimmer et Shine transforment sa maison en une maison d'arbre. |                                                       |                     |                              |                    |                                                              |
| 6 | Quel gâchis ! What a Pig Mess                         | Scott O'Brien       | Lacey Dyer                   | 3 septembre 2015   | 11 octobre 2015                                              |
| Quand Léa demande à ses génies d'avoir plus de porcs dans une couverture pour la fête, elles lui donnent de véritables cochons enveloppés dans une couverture et les porcelets causent des problèmes. Les porcs reçoivent un bain. |                                                       |                     |                              |                    |                                                              |
| 7 | Ohé, génies! Ahoy, Genies!                            | -                   | Lacey Dyer & Joshua Hamilton | 10 septembre 2015  | 18 octobre 2015                                              |
| Lorsque le seau de Léa, rempli de trésors de plage, flotte dans l'immense océan, Léa appelle Shimmer et Shine pour l'aider à récupérer le butin, mais au lieu de cela elles souhaitent une carte au trésor pour chercher des trésors. |                                                       |                     |                              |                    |                                                              |
| 8 | 1,2,3 ça tourne génies ! Lights! Camera! Genies!      | Scott O'Brien       | Whitney Wetta                | 1er septembre 2015 | 13 septembre 2015                                            |
| Léa et Zac sont sur le point de regarder "La Princesse Dragon" à la télévision, mais Shimmer et Shine finissent par faire des personnages du film réel. |                                                       |                     |                              |                    |                                                              |
| 9 | Ballet dans le jardin Backyard Ballet                 | Jay Baker           | Lacey Dyer                   | 6 septembre 2015   | 21 septembre 2015                                            |
| Léa veut être la reine du lac des cignes et son désir pour elle provoque les jumeaux de conjurer six cignes dans sa maison. Ils se déplacent pour un ballet dans son jardin. |                                                       |                     |                              |                    |                                                              |
| 10 | Abracadabra génie Abraca-Genie                        | Dave Cunningham     | Whitney Wetta                | 8 septembre 2015   | 17 octobre 2015                                              |
| Zac veut faire des tours de magie dans son spectacle, alors Léa demande à Shimmer et Shine de l'aider. |                                                       |                     |                              |                    |                                                              |
| 11 | Les Petits Génies du père Noël Santa's Little Genies  | Scott O'Brien       | Sindy Boveda Spackman        | 11 décembre 2015   | Date indéterminée                                            |
| Une spéciale Noël. Léa, Shimmer et Shine visitent le Pôle Nord et découvrent l'atelier du Père Noël - et le Père Noël lui-même! Cependant, quand les génies l'envoient accidentellement en vacances, ils doivent travailler ensemble pour obtenir des cadeaux aux enfants avec Léa. Note: C'est la première spéciale de Noël de la série.                                     |                                                       |                     |                              |                    |                                                              |
| 12 | Vaisseau spatial en ruine Spaceship Wrecked           | Lacey Dyer          | Jay Baker                    | 15 janvier 2016    | 20 janvier 2016                                              |
| Shimmer et Shine poof jusqu'à un étranger amical dans la cour de Léa. |                                                       |                     |                              |                    |                                                              |
| 13 | Un Halloween de génie A Very Genie Halloweenie        | Jay Baker           | Whitney Wetta                | 23 octobre 2015    | 24 octobre 2015                                              |
| Un Halloween spécial. Léa invite Shimmer et Shine à faire une maison hantée pour le concours d'Halloween. Léa profite également de la fête pour présenter Zac à Shimmer et Shine, comme ses amis vêtus de génies. Note: Il s'agit de la première série spéciale de la série.                                                                                                  |                                                       |                     |                              |                    |                                                              |
| 14 | La Soirée pyjama Sleep-Over Party                     | Carin-Anne Anderson | Lacey Dyer                   | 15 mars 2016       | Date indéterminée                                            |
| Shimmer et Shine ont leur premier soirée pyjama à la maison de Léa. Pendant ce temps, Zac reste jusqu'à la fin à l'extérieur avec Rocket pour regarder une pluie de météorites. Note: Cet épisode présente le premier soirée pyjama de Shimmer et Shine avec Léa. |                                                       |                     |                              |                    |                                                              |
| 15 | Le jeu commence Game On                               | Scott O'Brien       | Jennifer Bardekoff           | 20 novembre 2015   | 22 novembre 2015                                             |
| Léa et Zac économisent pendant des mois pour obtenir le grand prix à l'arcade, mais la machine de comptage de billets a mal fonctionné. |                                                       |                     |                              |                    |                                                              |
| 16 | Bowling cosmique Gone Bowlin'                         | Jay Baker           | Whitney Wetta                | 5 avril 2016       | Date indéterminée                                            |
| Léa et Zac vont au bowling, et quand Shimmer et Shine commencent à jouer (secrètement), les deux causent le chaos. |                                                       |                     |                              |                    |                                                              |
| 17 | La Faute The Great Skate Mistake                      | Lacey Dyer          | Carin-Anne Anderson          | 7 avril 2016       | 22 mai 2016                                                  |
| Léa et Zac sont à la patinoire, tandis que Shimmer et Shine l'aide à faire une planche à roulettes. Cependant, les génies lui font une planche de surf avec des roues ajoutées à la place. |                                                       |                     |                              |                    |                                                              |
| 18 | La Maison de poupées de mes rêves Dream Dollhouse     | Scott O'Brien       | Sindy Boveda Spackman        | 17 mars 2016       | 15 mai 2016                                                  |
| Léa souhaite qu'elle ait des poupées dans sa maison de poupée, mais les génies se rétrécissent à la taille d'une poupée. |                                                       |                     |                              |                    |                                                              |
| 19 | L'Évasion de la chèvre Escape Goat                    | Jay Baker           | Ryan A. Levin                | 29 avril 2016      | 27 février 2016                                              |
| En visitant un zoo local, une chèvre s'échappe et Léa et ses génies le suivent. |                                                       |                     |                              |                    |                                                              |
| 20 | Joyeux Souhaiteanniversaire Happy Wishaversary        | Carin-Anne Anderson | Dustin Ferrer                | 12 février 2016    | 13 février 2016                                              |
| Shimmer et Shine font pour Léa un bracelet d'amitié pour leur "Souhaiteanniversaire". Cependant, il s'avère magique quand Rocket commence à mâcher dessus, le faisant flotter. Note: Cet épisode a lieu un an après les événements de "My Secret Genies". |                                                       |                     |                              |                    |                                                              |